# Território do Missouri

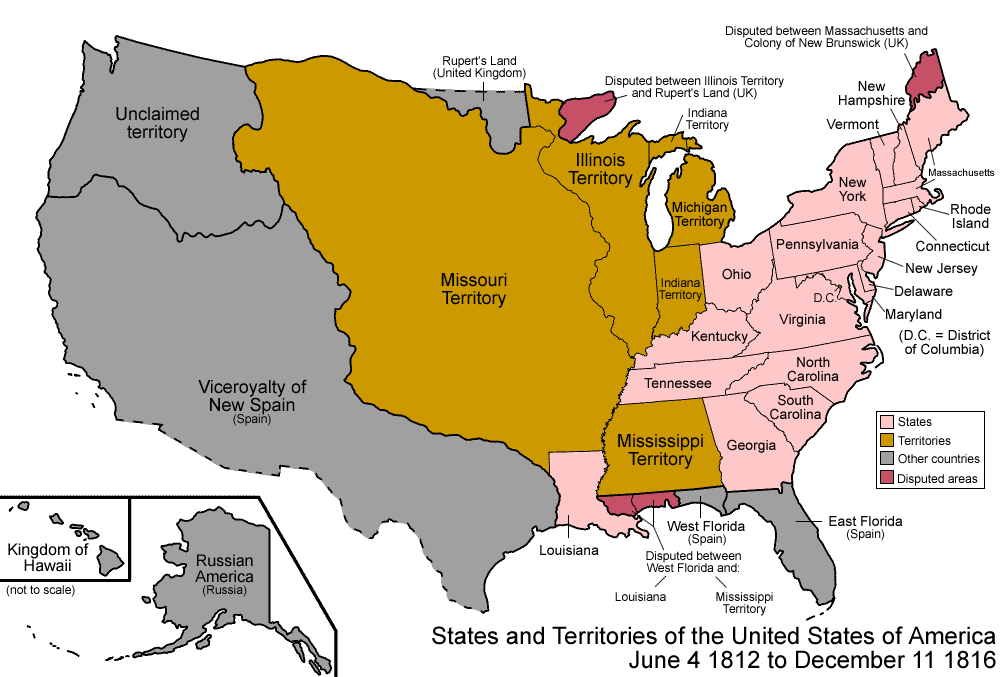
Mapa do Território do Missouri em 1812.

O Território do Missouri foi um território organizado incorporado dos Estados Unidos que existiu de 4 de junho de 1812 até 10 de agosto de 1821. Em 1819, o Território do Arkansas foi criado a partir de uma parte de sua área ao sul. Em 1821, uma parte do sudeste do território foi admitida à União como o Estado do Missouri, e o restante tornou-se território não organizado por vários anos. St. Louis era a capital do Território do Missouri.